# هولکوکروس ایرانی
هولکوکروس ایرانی (نام علمی: Holcocerus holosericeus) نام یک گونه از تیره شاپرک‌های درودگر است.